# Мішель Монтіньяк
Мішель Монтіньяк (фр. Michel Montignac; (19 вересня 1944 , Ангулем  — 22 серпня 2010 , Аннмасс )) — французький дієтолог.

## Біографія
Мішель Монтіньяк народився 1944 року у Франції. У дитинстві він страждав від зайвої ваги, як і його батько. Закінчивши навчання в галузі політичних і соціальних наук, Монтіньяк зацікавився фармацевтикою, і наприкінці 1970-х років почав дослідження в галузі харчування задля подолання власних проблем c надмірною вагою.
За роки ретельного дослідження обміну речовин Монтіньяк розробив унікальний план харчування, який дав йому змогу схуднути майже на 16 кг за три місяці. Виконавши масштабну роботу (підкріплену дослідженням Гарвардського університету), він створив метод схуднення, заснований на принципі розмежування продуктів, що містять ліпіди і вуглеводи під час одного прийняття їжі.
Мішель Монтіньяк був першим, хто в 1990-х роках запропонував застосовувати так званий глікемічний індекс для запобігання ожирінню і зниженню ваги. Глікемічний індекс — це критерій, за яким класифікують вуглеводи. Його застосовують для вимірювання здатності вуглеводів підвищувати глікемію. Згідно з основними принципами методу Монтіньяк низький глікемічний індекс вуглеводів у таблиці дає змогу вживати їх із будь-яким прийняття їжі.
Свою першу книгу, Comment maigrir en faisant des repas d'affaires (відому за назвою «Вечеряйте і худніть»), Монтіньяк опублікував у 1986. Твір став настільним посібником для людей, які віддають перевагу харчуванню в ресторанах. Ця книга дуже швидко стала бестселером у Франції, було продано більше 500 тисяч примірників.
У 1987 році у світ вийшла найвідоміша книга автора «Я їм, а отже — я худну» (фр. Je mange donc je maigris). Вона була опублікована в 40 країнах, і в цілому світі було продано понад 16 млн примірників.
Загалом він опублікував понад 20 книг, що продаються в 42 країнах і перевкладені на 25 мов.
Мішель Монтіньяк помер 22 серпня 2010 у віці 66 років у французькому місті Анмас на південному сході країни.